# 塞埃武尔
塞埃武尔（Seevur），是印度泰米尔纳德邦Vellore县的一个城镇。总人口8645（2001年）。

## 人口
该地2001年总人口8645人，其中男性4316人，女性4329人；0—6岁人口1253人，其中男622人，女631人；识字率51.86%，其中男性为61.65%，女性为42.09%。